# Monts du Limousin
I Monts du Limousin sono un insieme di massicci montuosi parte del Massiccio Centrale, nella regione francese del Limosino. 
Le zone che li compongono sono:
- Plateau de Millevaches, che costituisce circa i 2/3 dei monts du Limousin
- Monts de la Marche (comprendenti i Monts d'Ambazac, Monts de Toulx e Monts de Blond), con le regioni a loro vicine (valle della Vienne, Charente limousine, Combrailles, ecc.)
- Monts de Châlus (ed il Périgord vert) e Monts de Fayat, parte del plateau du Limousin, che occupa la parte meridionale dell'Alta Vienne e un quarto nord-ovest della Corrèze.
- Monédières
- Il piccolo massif de l'Arbre, nella Charente, fa parte del plateau limousin e dei monts de Châlus; geograficamente fa quindi parte dei monts du Limousin.

Sono delimitati da :
- a nord dalla Brenne, il Boischaut, la bassa Marche ed il Poitou
- ad ovest dall'Angoumois
- a sud dal Basso Périgord (Périgord Blanc e Noir), il bacino di Brive ed il causse corrèzien, la valle della Dordogna
- ad est dai monts du Cantal, i monts Dore, la Combraille alverniate.